# فولکس‌واگن سیتی گلف

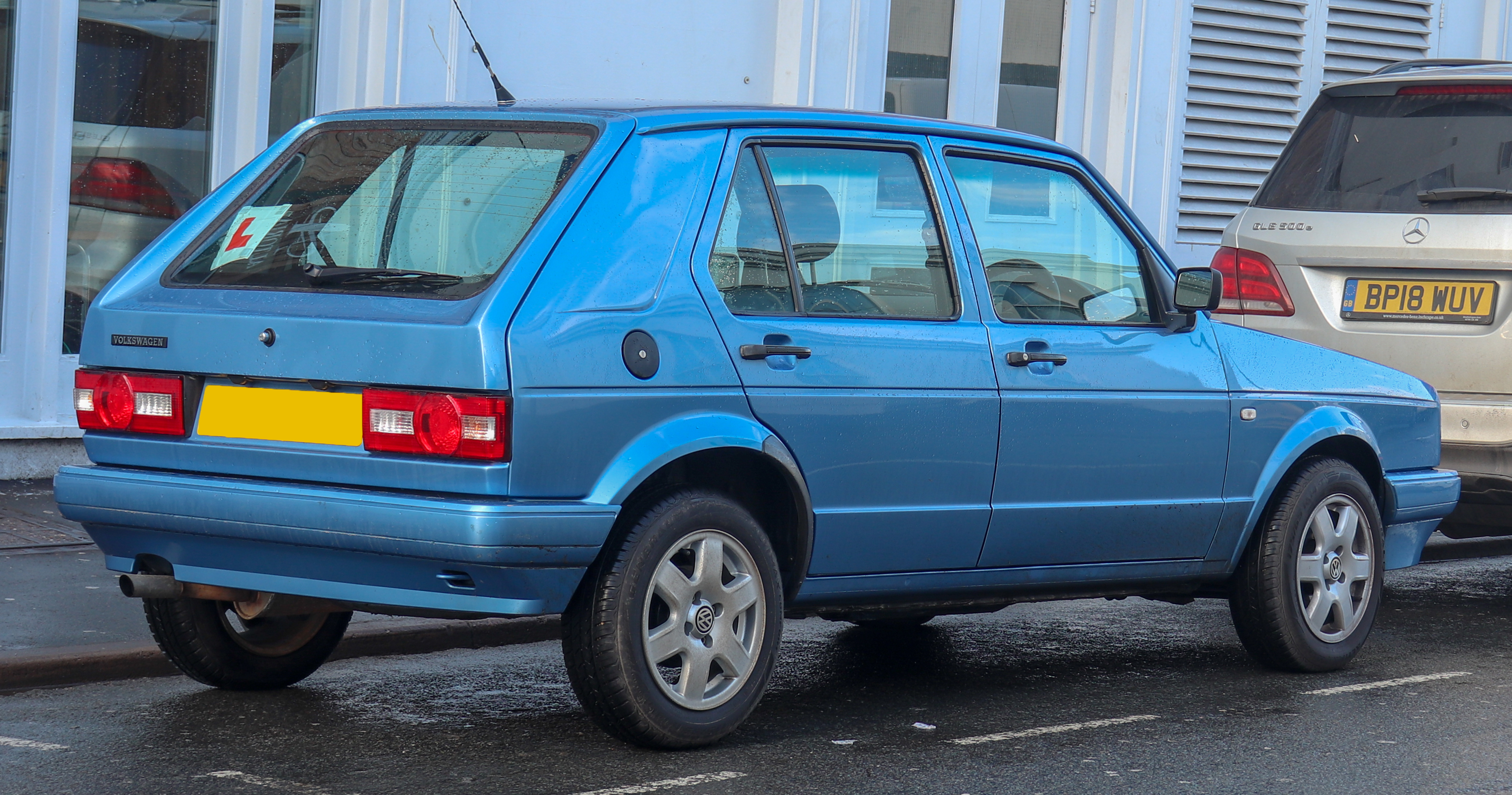
نمای عقب (تغییر چهره ۲۰۰۶)

فولکس‌واگن سیتی گلف (Volkswagen Citi Golf) خودرویی است که در سال‌های ۱۹۸۴ تا اوت ۲۰۰۹ تولید شده‌است.
این خودرو در کلاس خودرو کامپکت قرار گرفته، طراحی آن موتور جلو-محور جلو بوده‌است.